# Ентоні Шварц
Ентоні Шварц (англ. Anthony Schwartz, 5 вересня 2000) — американський легкоатлет, який спеціалізується в спринті, чемпіон світу 2018 року серед юніорів у естафетному бігу 4х100 метрів.

## Основні міжнародні виступи
| Рік            | Змагання                                 | Місто          | Місце          | Дисципліна     | Примітки       |
| Виступи за США | Виступи за США                           | Виступи за США | Виступи за США | Виступи за США | Виступи за США |
| -------------- | ---------------------------------------- | -------------- | -------------- | -------------- | -------------- |
| 2017           | Панамериканський чемпіонат серед юніорів | Трухільйо      | 1              | 4х100 метрів   |                |
| 2018           | Чемпіонат світу серед юніорів            | Тампере        | 2              | 100 метрів     | [ 1 ]          |
| 2018           | 1                                        | 4х100 метрів   | [ 2 ]          |                |                |